# Djibouti aux Jeux olympiques d'été de 2008
 (avril 2023).
Si vous disposez d'ouvrages ou d'articles de référence ou si vous connaissez des sites web de qualité traitant du thème abordé ici, merci de compléter l'article en donnant les références utiles à sa vérifiabilité et en les liant à la section « Notes et références ».
Djibouti participe aux Jeux olympiques d'été de 2008 à Pékin.

## Athlètes engagés

### Athlétisme
Femme
| Athlète             | Tournoi | Séries   | Séries | Quart de finale    | Quart de finale    | Demi-finale        | Demi-finale        | Finale             | Finale             |
| Athlète             | Tournoi | Résultat | Rang   | Résultat           | Rang               | Résultat           | Rang               | Résultat           | Rang               |
| ------------------- | ------- | -------- | ------ | ------------------ | ------------------ | ------------------ | ------------------ | ------------------ | ------------------ |
| Fathia Ali Bourrale | 100 m   | 14 s 29  | 8e     | Éliminée en séries | Éliminée en séries | Éliminée en séries | Éliminée en séries | Éliminée en séries | Éliminée en séries |

Homme
| Athlète        | Tournoi      | Séries        | Séries | Quart de finale | Quart de finale | Demi-finale | Demi-finale | Finale   | Finale |
| Athlète        | Tournoi      | Résultat      | Rang   | Résultat        | Rang            | Résultat    | Rang        | Résultat | Rang   |
| -------------- | ------------ | ------------- | ------ | --------------- | --------------- | ----------- | ----------- | -------- | ------ |
| Mahamoud Farah | 1 500 mètres | 3 min 43 s 62 | 9e     | -               | -               | -           | -           | -        | -      |